# The Sweet Vandals
The Sweet Vandals es una banda española de Funk formada en Madrid. Fue fundada en 2005 por Mayka Edjole (Moby Dic Club Band, Mengano Quintet), José Herranz (Celofunk, Funxplosion), Javier Gómez (SuperSkunk, Depedro), Santiago Martín (Celofunk, Funxplosion) y Carlo Coupé (Funxplosion, Wondertronix). 

## Historia
En 2005 José Ángel "Yusepe" Herranz, Javier "Skunk" Gómez y Santi "Sweetfingers" Martín, sección rítmica de Celofunk, aceptan acompañar a Carlo Coupé en su proyecto instrumental Funxplosion, deciden montar junto a él una nueva banda con cantante solista.
Ellos recomiendan a Mayka Edjo con la que habían trabajado en Disky Wick y otros proyectos. Coupé queda asombrado cuando la ve cantar así que deciden invitarla a unirse al grupo y pronto comienzan a ensayar en formación de quinteto. La cosa empieza enseguida a funcionar y rápidamente Coupé propone grabar un sencillo, 'I got you man!'. 
Editado solo en vinilo y bajo su pequeño sello Funkorama, se convierte en un hit de culto en la escena deep funk underground y es pinchado por Keb Darge, Florian Keller y otros muchos DJ's reconocidos mundialmente.
Todo se precipita tras la invitación al Soul Ascension Festival de Berlín en el mítico club Lovelite. The Sweet Vandals dan un concierto memorable cuya grabación es colgada por Florian Keller en su programa de radio por Internet. Además contactan con Henry Storch y comienzan a hablar la posibilidad de grabar un álbum para su sello Unique. En seguida se ponen a componer y empiezan las sesiones de grabación en el modesto sótano de Santi "Sweetfingers" Martín. 
Tras acabar la producción del álbum, Carlo Coupé abandona la banda y es sustituido por Julián Maeso. Comienza entonces una gira de conciertos que les lleva por Alemania, Francia, Suiza, Portugal, Austria, Bélgica, Grecia, Finlandia, Turquía, México, Reunión (África) e Inglaterra entre otros lugares. Actúan en importantes festivales como el Pori Jazz Festival en Finlandia, el Ollin Kan en México o el Blue Note Festival en Francia y comparten escenario con artistas de la talla de Maceo Parker, Tower of Power, Sharon Jones, Keziah Jones o Seun Kuti. Además consiguen entrar en el mundo de la publicidad dando melodía a varios anuncios de Nike y Fiat. "Beautiful" se convierte en un gran éxito en los países donde se ha emitido, como Reino Unido o Italia. 
Son incluidos en multitud de recopilaciones para diversos sellos discográficos y licencian en Francia el álbum con la potente discográfica Differ-ant. Finalmente Julián Maeso decide abandonar la banda para centrarse en sus proyectos personales y es sustituido por Santiago Vallejo, también de la formación original de Disky Wick.
A finales de 2008 empiezan a trabajar lo que será su segundo álbum: Lovelite. Lovelite es editado el 27 de marzo de 2009 y su premier se realiza en los estudios Maida Vale de la BBC (Jimi Hendrix, The Beatles, Coldplay, The White Stripes, etc.). El disco, con muy buena acogida por parte de crítica y público, profundiza y define aún más el sonido de la banda; incidiendo sobre todo en la faceta más soul del grupo, pero sin descuidar ese raw funk que les hizo destacar del resto de bandas del estilo.
A mitad de 2010 comienzan a componer y a grabar lo que será su tercer trabajo, "So Clear", desarrollado a la par que su estudio Funkameba studios y su sello discográfico Sweet Records. Grabado íntegramente analógico, autoproducido y con colaboraciones de lujo es sin duda un paso adelante en la evolución de The Sweet Vandals.
El disco se publica en abril de 2011 y se presenta como un nuevo paso en la evolución del grupo, explorando nuevos territorios sonoros pero con los mismos ingredientes de siempre, un sonido crudo y natural y todo el proceso de grabación rigurosamente analógico.
Presentan el álbum en las principales ciudades Europeas (París, Berlín, Colonia, Atenas, etc.) y en Madrid consiguen un lleno espectacular en su presentación en la Sala Caracol, dejando a gente en la calle con un sould out sin precedentes para un grupo de su estilo y sin ningún apoyo discográfico. 
Tras dos años de grandes éxitos, su último trabajo titulado "After All" ve la luz en 2013; este cuarto álbum de estudio es una pieza maestra en la evolución de la banda y por qué no decirlo, del soul-funk contemporáneo. 
Pronto tendremos las fechas de sus presentaciones por toda España y otros países a lo largo del 2013.
En 2015 la banda decide tomarse un respiro tras 10 años sin parar de girar por todo el mundo.

## Miembros

### Miembros actuales
- Mayka Edjo - Voz.
- Santi "Sweetfingers" Martín - Bajo y coros.
- Javi "Skunk" - Batería.
- Jose Angel "Yusepe" Herranz - Guitarra y coros.
- Gabriel "Mejunje" Casanova - Hammond

### Miembros anteriores
- Carlo Coupé - Hammond. (2005-2007)
- Julián Maeso - Hammond. (2007-2008)
- Santiago Vallejo - Órgano Hammond. (2008-2013)

## Discografía

### Álbumes
| Año  | Álbum             | Discográfica   |
| ---- | ----------------- | -------------- |
| 2007 | The Sweet Vandals | Unique Records |
| 2009 | Lovelite          | Unique Records |
| 2011 | So Clear          | Unique Records |
| 2013 | After All         | Sweet Records  |